# Charlotte Désert
 (avril 2021).
Si vous disposez d'ouvrages ou d'articles de référence ou si vous connaissez des sites web de qualité traitant du thème abordé ici, merci de compléter l'article en donnant les références utiles à sa vérifiabilité et en les liant à la section « Notes et références ».
Charlotte Désert, née le 25 juillet 1989 à Paris, est une actrice française, connue pour avoir joué le rôle de Léna dans la série pour ados Cœur Océan et de Jennifer Ferlet dans Pas de secrets entre nous sur M6.
Elle suit des cours de théâtre depuis l'âge de 9 ans.

## Filmographie

### Télévision

#### Téléfilms
- 1999 : Brigade des mineurs : Lou
- 2005 : Les Courants : Agnès
- 2008 : Entre deux avions : Julie
- 2008 : Pas de secrets entre nous : Jennifer Ferlet
- 2009 : Le temps est à l'orage : Agathe
- 2011 : L'adaptation

#### Séries télévisées
- 2006 : Diane, femme flic : Floriane
- 2006 : Navarro : Léa Mateo
- 2006-2007 : Cœur Océan : Lena
- 2007 : Famille d'accueil : Jennifer
- 2007 : Les Bleus, premiers pas dans la police : Mégane